# Червоний млин
Червоний млин (англ. The Red Mill) — американська мелодрама Роско Арбакла 1927 року з Меріон Дейвіс в головній ролі.

## Сюжет
Бідна дівчина Тіна працює служницею. А багату, Грехтен, хочуть примусово видати в шлюб з губернатором. Але Грехтен любить іншого. Щоб допомогти Грехтен побачитися зі своїм коханим, Тіна міняється з нею одягом. На руку Грехтен претендує також заїжджий ловелас, дізнавшись, що за нею дають мільйонний посаг. Він закохується в Тіну, думаючи, що це Грехтен.

## У ролях
- Меріон Дейвіс — Тіна
- Оуен Мур — Денніс
- Луїза Фазенда —  Грехтен
- Джордж Сігман — Вільям
- Карл Дейн — капітан Джейкоп  ван Гоп
- Расс Пауелл — бургомістр
- Шнітц Едвардс — Цезар
- Вілльям Орламонд — губернатор